# Šport u 1916.
◄◄ | ◄ | 1913. | 1914. | 1915. | 1916.  | 1917. | 1918. | 1919. | ► | ►►
Arhitektura • Astronomija • Biologija • Film • Fotografija • Glazba • Kazalište • Kemija • Kiparstvo • Knjige • Književnost • Kršćanstvo • Meteorologija • Medicina • Planinarstvo • Politika • Pravo • Promet • Slikarstvo • Strip • Šport • Televizija • Znanost • Zrakoplovstvo • Željeznički promet
Šport u 1916.

## Svijet

### Natjecanja

#### Svjetska natjecanja
- VI. Olimpijske igre – Berlin 1916. odgođene su zbog Prvog svjetskog rata.

### Osnivanja
- CONMEBOL, vršna nogometna organizacijanu Južnoj Americi
- PFK Beroe Stara Zagora, bugarski nogometni klub
- FK Bodø/Glimt, norveški nogometni klub
- RCD Mallorca, španjolski nogometni klub

## Hrvatska i u Hrvata

### Osnivanja
- NK Junak Sinj, hrvatski nogometni klub
- Slavija Osijek, hrvatski nogometni klub

## Vanjske poveznice
|  | Zajednički poslužitelj ima još gradiva o temi Šport u 1916. |